# Шагалка
Шагалка — село в Доволенском районе Новосибирской области России. Административный центр Шагальского сельсовета.

## География
Площадь села — 315 гектар

## История
В 1926 году состояло из 196 хозяйств, основное население — русские. Центр Шагалского сельсовета Баклушевского района Барабинского округа Сибирского края.

## Население
| 1926 | 2002 | 2007 | 2010 | 2012 | 2013 | 2014 |
| ---- | ---- | ---- | ---- | ---- | ---- | ---- |
| 1043 | ↘290 | ↘242 | ↘212 | ↘207 | ↗216 | ↘198 |
| 2015 | 2016 | 2017 | 2018 | 2019 | 2020 | 2021 |
| ↘192 | →192 | ↘191 | ↘187 | ↗188 | ↘177 | ↗181 |

## Инфраструктура
В селе по данным на 2007 год функционируют 1 учреждение здравоохранения, 2 образовательных учреждения.